# Josiah Harmar

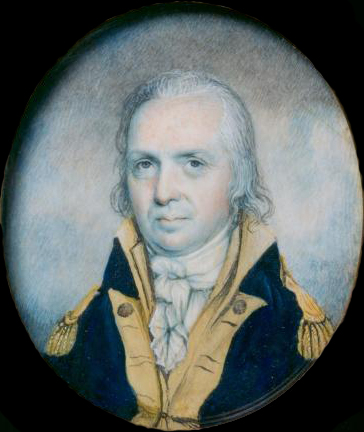
Josiah Harmar, målad av Raphaelle Peale.

Josiah Harmar, född 10 november 1753 i Philadelphia, död 20 augusti 1813, var en amerikansk militär.

## Frihetskriget
Harmar påbörjade sin militära karriär under amerikanska frihetskriget, och avancerade till kapten 1775. Han tjänstgjorde under George Washington och Henry Lee, och blev mot slutet av kriget överste. Han deltog i delegationen till Paris, där freden undertecknades 1783. 

## First American Regiment
Harmar blev chef för First American Regiment 1784. Han undertecknade ett traktat vid Fort McIntosh 1785, och påbörjade byggnationen av Fort Harmar nära Marietta. Han övervakade också byggnationen av Fort Steuben nära dagens Steubenville. 1787 befordrades Harmar till brigadgeneral. General Harmar ledde också byggandet av Fort Washington i Cincinnati, som skulle verka som skydd för nybyggarna. 

## Nordvästra indiankriget
Från 1790 deltog Harmar i kriget mot ohioindianerna. Efter några framgångar besegrades hans trupper av Little Turtle i slaget vid Miami River.  När han återvände med en större styrka, men uppnådde inte något avgörande resultat. Följaktligen ersattes han med general Arthur St. Clair. Harmar ställdes på egen begäran inför krigsrätt. 

## Senare liv
Efter avsked från armén 1792 var han generaladjutant i Pennsylvania (1793–1799).  Han avled nära Philadelphia på sin egendom "The Retreat". Han är gravsatt i Episcopal church of St. James i Philadelphia.